# 建工街道
建工街道，是中华人民共和国吉林省延边朝鲜族自治州延吉市下辖的一个乡镇级行政单位。

## 行政区划
建工街道下辖以下地区：
延春社区、延华社区、延青社区、延虹社区、延盛社区、长青社区、长林社区、长生社区、长海社区、长新社区、延兴社区和延吉经济开发区。